# JuLang-3
Die JuLang-3 (chin. 巨浪-3, „Riesenwelle“, kurz JL-3) ist eine U-Boot-gestützte ballistische Interkontinentalrakete der Volksrepublik China, die sich derzeit in der Entwicklung befindet.
Der erste Teststart erfolgte im November 2018, ein weiterer wurde im Jahr 2019 durchgeführt. Allerdings wurde der erste Test vonseiten der chinesischen Behörden nicht offiziell bestätigt. Es ist geplant, dass die JL-3-Raketen von den neuen chinesischen U-Booten vom Typ 096 verwendet werden. Die JL-3-Rakete soll Teil eines Nuklearwaffenprogramms sein, mit dem die Volksrepublik China ihre Streitkräfte weiter ausbauen und zu modernisieren plant.
Sie basiert auf der mobilen Interkontinentalrakete DF-41.